# Bèstia de Bray Road
La Bèstia de Bray Road és una suposada criatura críptida. El primer report de la seva suposada primera aparició és recent i va ser en els anys 1980, en un camí rural als afores de Elkhorn, Wisconsin. La mateixa etiqueta ha estat aplicada més enllà del lloc d'origen, a qualsevol criatura desconeguda o estranya del sud de Wisconsin o del nord d'Illinois que és descrita tenint característiques similars a aquelles dels primers albiraments.

## Descripció
La Bèstia de Bray Road és descrita per testimonis de diferents maneres:
- Un pelut bípede semblant al Peu Gran o (Bigfoot).
- Un llop inusualment gran i amb la capacitat per caminar sobre les seves potes del darrere.
- Diferents formes híbrides entre els éssers abans esmentats[2]

Tot i que la Bèstia de Bray Road mai ha estat vista transformant-se d'un humà a llop en cap dels albiraments, ha estat etiquetada com a licantropa en alguns articles de premsa.

## Teories
L'investigador del paranormal Todd Roll va dir que podria haver-hi una connexió de l'home-llop amb les activitats ocultes i animals mutilats com a sacrifici a Walworth County, Wisconsin.
Un nombre de teories basades en animals també han estat proposades. Aquestes inclouen:
* La criatura és una mena de gos salvatge.
* És el waheela (un llop gegant prehistòric similar a Amarok, criatura devora homes dels boscos del nord)
* És un gos, llop o coiot, possiblement un que ha estat entrenat per caminar sobre dues potes abans de tornar-se una fera.
* És el viu exemple d'un actual home-llop.
Una altra teoria paranormal és la llegenda dels nadius Nord-americans d'un Canviant de Pell .
És també possible que la histèria col·lectiva sigui la causa que diverses criatures fossin etiquetades de la mateixa manera, ja que la Bèstia de Bray Road no llueix igual des d'una aparició fins a la següent.

## Cultura popular
La Bèstia de Bray Road va aparèixer al programa de televisió Mystery Hunters com també en molts llibres i pel·lícules. Articles sobre això han tingut la seva aparició a la revista  Weekly World News .